# Mechouia

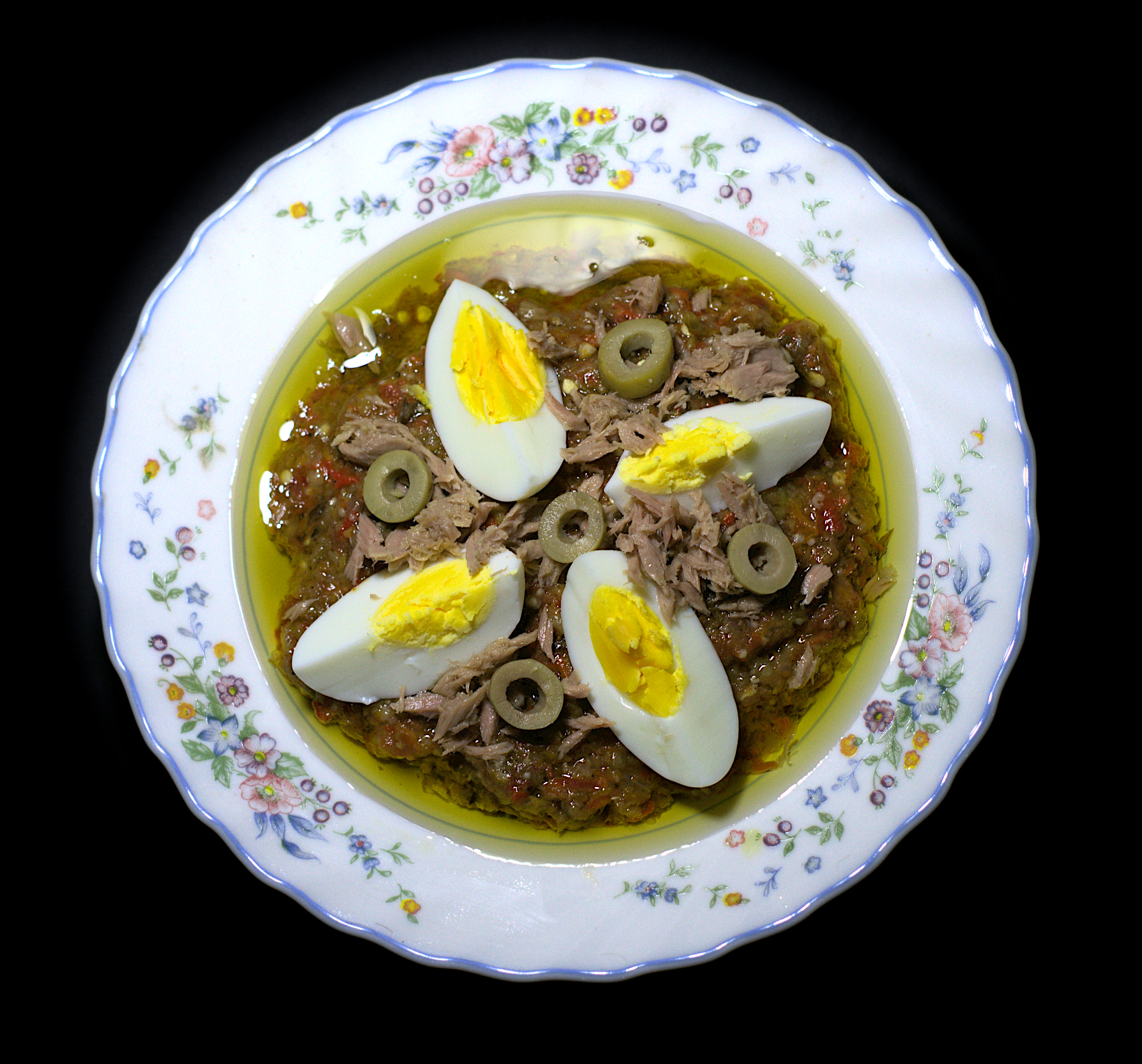
Mechouia

Mechouia är en tunisisk sallad baserad på grillade grönsaker, exempelvis tomater, paprika och aubergine. Efter grillning får grönsakerna svalna, varefter de hackas och blandas med olivolja, citronsaft, salt och peppar. Även vitlök tillsätts (om den inte redan är med bland de grillade grönsakerna). 